# الدوري الفرنسي الدرجة الثانية 1970–71
الدوري الفرنسي الدرجة الثانية 1970–71 (بالفرنسية: Championnat de France de football D2 1970-1971)‏ هو الموسم 32 من الدوري الفرنسي الدرجة الثانية. أشرف على تنظيمه اتحاد فرنسا لكرة القدم، وكان عدد الأندية المشاركة فيه 48، وفاز فيه باريس سان جيرمان.